# چوی چون-اوک
چوی چون-اوک (انگلیسی: Choi Choon-ok؛ زادهٔ ۱۵ مهٔ ۱۹۶۵) بازیکن هاکی روی چمن اهل کره جنوبی بود.
از افتخارات وی میتوان به کسب مدال نقره در بازی‌های المپیک تابستانی ۱۹۸۸ اشاره کرد.